# Love Theme from The Godfather
Speak Softly, Love (с англ. — «Говори тихо, любовь моя») — песня композитора Нино Рота на слова Ларри Кьюзика, впервые прозвучавшая в инструментальном исполнении в фильме «Крёстный отец» (1972). Наибольшей популярности песня достигла в исполнении Энди Уильямса, поднявшись до 43-й позиции в Billboard Hot 100 и седьмого места в хит-параде Easy Listening. Позднее эту песню исполняли также Эл Мартино, София Ротару («Скажи, що любиш», 1975), Бобби Винтон, Муслим Магомаев, Олег Погудин и другие певцы.

## Исполнители
- Энди Уильямс (оригинальное исполнение)
- Джанни Моранди (версия на итальянском под названием «Parla più piano»)
- Далида (версия на французском «Parle plus bas»)
- Мари Лафоре (версия на французском «Parle plus bas»)
- Эл Мартино
- София Ротару (версия на украинском под названием «Скажи, що любиш»)
- Бобби Винтон
- Олег Погудин
- Муслим Магомаев[3] (версия на итальянском под названием «Parla più piano»)
- Эмиль Горовец (версия на русском под названием «Три слова»)
- Йонас Кауфман[4] (версия на итальянском под названием «Parla più piano»)
- Александр Бон[5]
- Карел Готт (Чехословакия, версия на русском языке под названием «Не может быть…»)
- Сергей Пенкин (версия на итальянском под названием «Parla più piano»)
- мелодия песни в аранжировке Поля Мориа и исполнении его оркестра звучит в советском мультипликационном фильме «Контакт» (1978).